# Eragrostis pycnantha
Eragrostis pycnantha là một loài thực vật có hoa trong họ Hòa thảo. Loài này được (Phil.) Parodi ex Nicora mô tả khoa học đầu tiên năm 1994.